# 八王子 (花街)

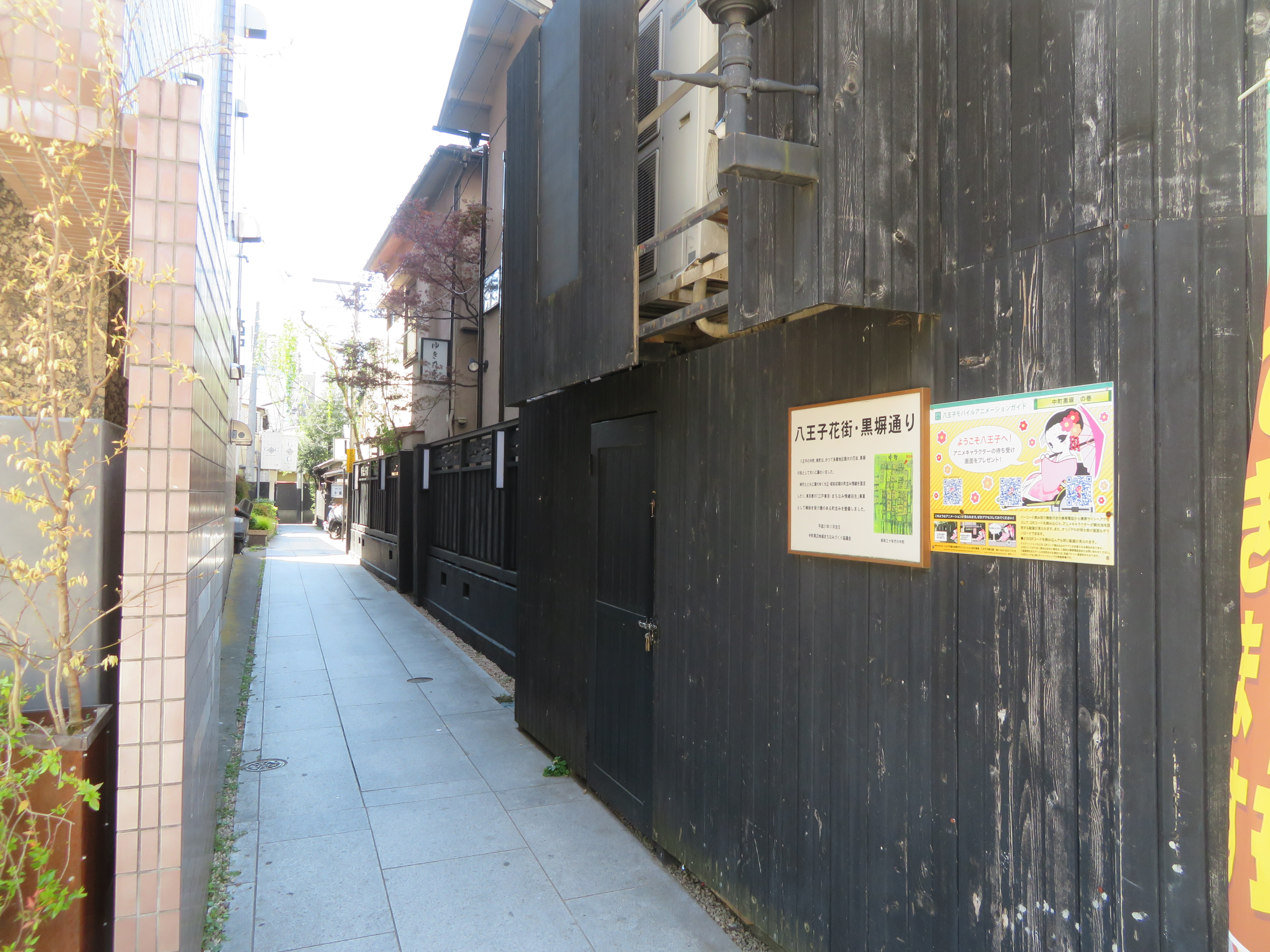
中町・黒塀通り

八王子（はちおうじ）は、東京都八王子市の八王子駅北西部（中町）に位置する花街。

## 沿革
八王子は、江戸時代には甲州街道の宿場町であると同時に絹織物産業の街として栄えたことから、街道の旅籠には飯盛女（宿場女郎）が置かれ、後の遊廓の元となる。明治初期に芸妓置屋、料理屋による狭義の花街が誕生する。明治30年（1897年）4月22日の八王子大火の影響で遊廓は田町に移転し、昭和33年（1958年）の売春防止法施行まで続いた。一方の花街は織物産業の影響で繁栄し、昭和4年（1929年）には芸妓150名、料理屋14軒、待合36軒、置屋39軒であった。第二次世界大戦による休業、空襲の被害を経て、敗戦後に復興した。洋服の需要が増え料亭45軒、芸妓215名で繁盛を極めた。しかし、昭和30年代後半から芸妓、料亭数が減少し、平成9年（1997年）には、料亭6軒、割烹料亭5軒、芸妓14名であった。花街の伝統が風前の灯火に危機を感じた商工会議所や住民は、平成11年（2007年）に「八王子黒塀に親しむ会」を結成して花街文化の伝承とその情報を発信し、芸妓衆は地元の行事に積極的に参加し技芸を披露している。特に八王子芸妓の恵（めぐみ）は置屋「ゆきの恵」を開業して若手の育成に努め、2018年、見番が新装され、改修時に失った舞台が設えられ、披露された。